# Flächenstaat

Russland – der weltweit größte Flächenstaat

Als Flächenstaat bezeichnet man Staaten mit vergleichsweise großem Staatsgebiet, nicht notwendigerweise auch mit großer Bevölkerungszahl (so genannter Großstaat). Gegensatz sind die Kleinstaaten.

## Merkmale
Flächenstaaten sind das Erkenntnisobjekt der Politikwissenschaft und Geografie, doch lässt sich hier eine allgemeingültige Definition des Begriffs Flächenstaat nicht finden. Die Fachliteratur geht für Flächenstaaten mit einer Bevölkerungszahl von mehr als 15 Millionen Einwohnern aus, die Fläche muss 5.000 km² überschreiten. Erich Obst kategorisierte sie 1972 als makrotope (Flächenstaaten mit mehr als 800.000 km²), mesotope (zwischen 40.000 und 800.000 km²) und minitope Staaten (bis 1000 km²) (Mikrostaaten). Das wissenschaftliche Interesse galt seit jeher den Großstaaten; das sind Staaten mit großem Staatsgebiet und hoher Bevölkerungszahl.
Charakteristisch für Flächenstaaten sind mehrere Zeit- und Klimazonen innerhalb des Staates.

## Beispiele
Die sechs größten Flächenstaaten sind:
| Staat               | Fläche in km² | Bevölkerungszahl in Mio. (2017) |
| ------------------- | ------------- | ------------------------------- |
| Russland            | 17.075.400    | 0144,5                          |
| Kanada              | 09.984.670    | 0036,7                          |
| Volksrepublik China | 09.596.961    | 1386,8                          |
| Vereinigte Staaten  | 09.525.067    | 0325,4                          |
| Brasilien           | 08.515.770    | 0207,9                          |
| Australien          | 07.688.287    | 0024,5                          |

Größter Flächenstaat der Welt ist Russland, gefolgt von Kanada, der Volksrepublik China und den USA.

## Bundesstaaten
In Bundesstaaten werden als Flächenstaaten bzw. Flächenländer diejenigen Untergliederungen (Länder, Provinzen, Regionen) bezeichnet, die eine große Landfläche des gesamten Staatsgebietes einnehmen. Hierzu gehören beispielsweise (geordnet nach Fläche):
- Brasilien: Amazonas, Pará, Mato Grosso, Minas Gerais, Bahia;
- Kanada: Nunavut, Québec, Nordwest-Territorien, Ontario, British Columbia;
- Vereinigte Staaten: Alaska, Texas, Kalifornien, Montana, New Mexico;
- Australien: Western Australia, Queensland, Northern Territory, South Australia, New South Wales;
- Indien: Rajasthan, Madhya Pradesh, Maharashtra, Uttar Pradesh, Gujarat;
- Deutschland: Bayern, Niedersachsen, Baden-Württemberg, Nordrhein-Westfalen, Brandenburg;
- Österreich: Niederösterreich, Steiermark, Tirol, Oberösterreich, Kärnten;
- Schweiz: Graubünden, Kanton Bern, Kanton Wallis, Waadt, Tessin.

In manchen Bundesstaaten gibt es zur Unterscheidung noch die Stadtstaaten.